# Акки (денежная единица)

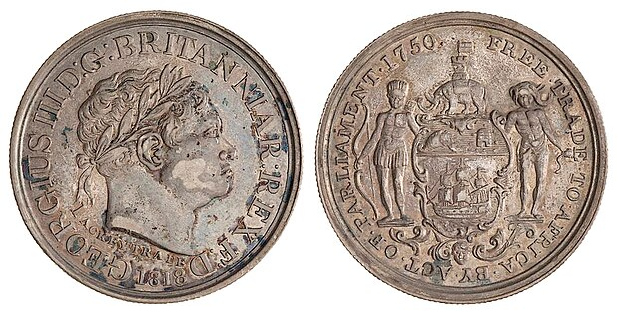
Монета 1 акки 1818 года, серебро.

Акки (англ. Ackey) — денежная единица британской колонии Золотой Берег (современная Гана). В виде серебряных монет выпускалась Африканской торговой компанией в 1796—1818 годах. Название «акки» происходит от названия местной весовой единицы, использовавшейся при взвешивании золота. Акки = 8 таки (англ. tackoe).
В 1700-х годах в обращении в колонии использовались испанские песо (монеты в 8 реалов), но в основном для расчётов использовался золотой песок и раковины каури. Соотношение золота и серебра составляло: 1 унция золота = 16 унций серебра. Так как вес акки составлял 1⁄2 унции, то унция золота была равна 32 акки.
На аверсе монет, датированных 1796 годом, изображался вензель короля Георга III. Кроме акки, с датой «1796» чеканились также и её фракции — 1⁄2 и 1⁄4 акки, а также 1 таки. В британской монетной системе акки соответствовала монета в полкроны (1⁄8 фунта), 1 таки соответствовала сумма в 3 3⁄4 британских пенса.
В 1816 году, когда после длительного перерыва была возобновлена чеканка серебряных британских монет, их вес был снижен. В 1818 году были выпущены монеты в акки нового типа. Их вес также был снижен (до веса новой полукроны — 14,3 г), на аверсе новых монет был помещён портрет короля. С датой «1818» чеканились только две монеты — акки и 1⁄2 акки.
На реверсе всех монет, кроме 1 таки, имелась надпись: «FREE TRADE TO AFRICA BY ACT OF PARLIAMENT 1750», часть монет 1796 года выпущена с опечаткой в легенде («PARLIMENT»). Монеты чеканились на частном монетном дворе в Бирмингеме.